# ویلهلم رونگ
 ویلهلم رونگ (انگلیسی: Wilhelm Runge؛ زاده ۱۰ ژوئن ۱۸۹۵ درگذشته ۹ ژوئن ۱۹۸۷) یک فیزیک‌دان اهل آلمان بود. 